# Tickhill Castle

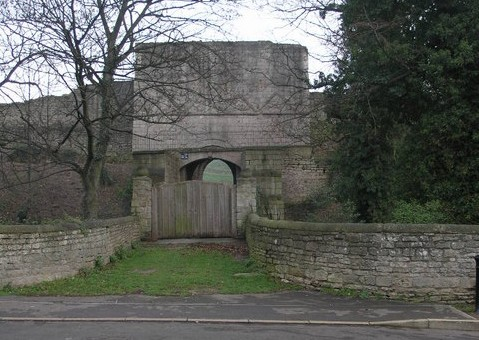
Torhaus von Tickhill Castle

Tickhill Castle ist eine Burgruine an der Grenze der englischen Grafschaften Nottinghamshire und South Yorkshire. In der Regierungszeit von Johann Ohneland war die Burg ein bekanntes Bollwerk.

## Geschichte

### Frühe Geschichte

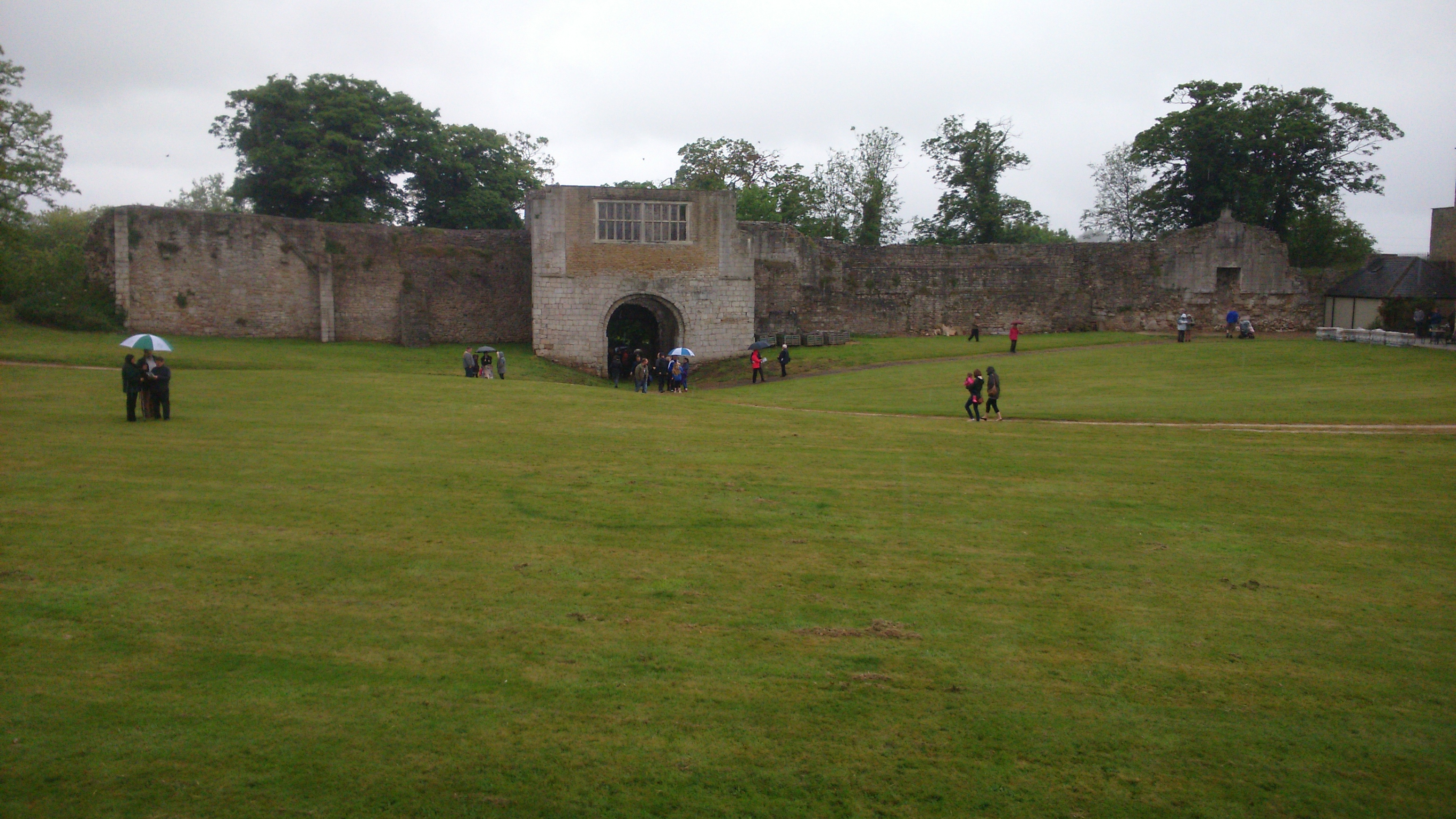
Torhaus und angrenzende Mauern von der Vorburg aus

Die Geschichte der Burg beginnt im 11. Jahrhundert als Motte aus Erde namens Blythe Castle. Roger de Busli, ein großer Landbesitzer laut dem Domesday Book ließ sie erbauen. Er besaß 174 Anwesen in Nottinghamshire, alle auf Land, das ihm Wilhelm der Eroberer zu Lehen gegeben hatte. Die Burg ließ er an der Grenze der beiden Grafschaften bauen, in denen er Land besaß. Nach einer Belagerung ließ Robert Blouet eine Kurtine zum Wall um die Vorburg errichten. Dies war der erste Teil der Burg, der in Stein gebaut war.
Von 1151 bis 1153 gehörte die Burg Ranulph de Gernon, 2. Earl of Chester, bevor dieser eingesperrt wurde und starb. Im Jahre 1180 begann der Bau des 11-eckigen oder runden Donjons, den Heinrich II. auf der Motte bauen ließ. Der Donjon wurde 1192 fertig, zusammen mit einer Steinbrücke und einer Kapelle, die Eleonore von Aquitanien bauen ließ.

### In Besitz von Johann Ohneland
1189 bekam Johann Ohneland das Land um Tickhill von seinem Bruder, Richard I. zu Lehen, wenn auch die Burg zusammen mit Launceston Castle, Rougemont Castle, Gloucester Castle und Nottingham Castle in der Hand des Königs blieb, weil dieser Johanns Loyalität nicht traute, als er am Dritten Kreuzzug teilnahm. Seine Befürchtungen erwiesen sich als berechtigt, nachdem Johann 1191 das Königreich von Wilhelm von Longchamp, dem von Richard für die Zeit seiner Abwesenheit ernannten Regenten, eroberte. Zusammen mit Windsor Castle war Tickhill Castle Johanns wichtigste Bastion gegen die befürchtete Invasion von Philipp II. von Frankreich.
Tickhill Castle und Nottingham Castle wurden zu Johanns letzten Bastionen unter dem Kommando von Robert de la Mare. Tickhill Castle wurde 1194 von Hugh de Puiset belagert; die Verteidiger hielten aus, bis sie von der Rückkehr Richards nach England hörten. Mit der Erlaubnis von Hugh de Puiset wurden zwei Ritter entsandt, die feststellen sollten, ob Richard tatsächlich zurückgekehrt war. Diese Ritter boten Richard sofort die Übergabe der Burg an. Richard lehnte ab und sagte, er würde nur eine bedingungslose Kapitulation akzeptieren. Diese handelten die Ritter nach ihrer Rückkehr mit Hugh de Puiset aus, der die Burg im Tausch gegen das Leben der Verteidiger erhielt.
1321 belagerte Thomas Plantagenet, 2. Earl of Lancaster, während einer Rebellion gegen Eduard II. die Burg erfolglos.
1372 bekam John of Gaunt Tickhill Castle von Eduard III. im Tausch gegen das Earldom of Richmond zu Lehen. Bis heute verblieb die Burg in den Händen des Herzogtums Lancaster.

### Im Englischen Bürgerkrieg
1540 war die Burg in schlechtem Zustand. Sir Ralph Hansby pachtete sie 1612 und ließ sie reparieren und weiter befestigen. Im Englischen Bürgerkrieg verblieb die Burg auf Seiten der Krone, war also auf royalistischer Seite. Major Monckton war nach dem Tod von Sir Ralph 1643 für die Burg verantwortlich. 1644 marschierten John Lilburne und 200 Dragoner der Armee von Edward Montagu, 2. Earl of Manchester, auf Tickhill Castle. Die Aufgabe der Burg wurde am 26. Juli des gleichen Jahres akzeptiert. 1648 wurde die Burg geschleift, um ihre weitere Nutzung als Festung unmöglich zu machen.

### Heute

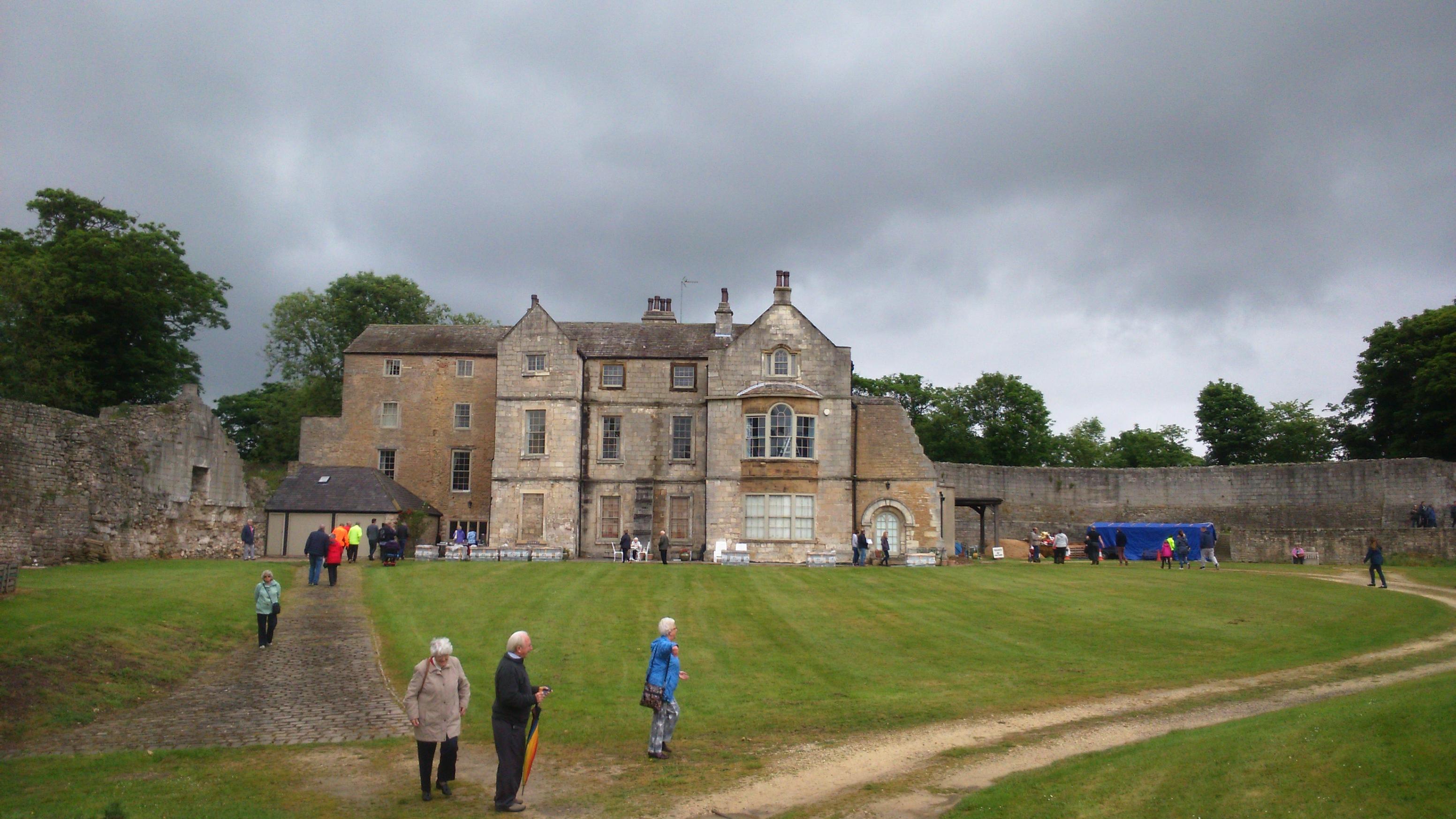
Das Haus

Nach dem Bürgerkrieg ließ die Familie Hansby ein großes Haus bauen, das das befestigte normannische Torhaus mit einschloss und evtl. auch Teile des alten Rittersaals. An der Stelle der früheren Vorburg befinden sich heute die Gärten. Die Burg ist heute ein Privathaus; das Denkmal gehört der Grafschaft Lancaster und ist einen Tag im Jahr öffentlich zugänglich.